# Хуаннань-Тибетська автономна префектура
35°31′10″ пн. ш. 102°01′00″ сх. д. / 35.51935° пн. ш. 102.01663° сх. д.
Голо-Тибетська автономна префектура (кит. 黃南藏族自治州, пін. Huángnán Zàngzú Zìzhìzhōu; тиб. རྨ་ལྷོ་བོད་རིགས་རང་སྐྱོང་ཁུལ་) — адміністративна одиниця другого рівня у складі провінції Цинхай, КНР. Центр префектури — місто Тунжень.
Префектура площею 17 921 км² межує з провінцією Ганьсу на сході та півдні.

## Адміністративний поділ
Префектура поділяється на 1 місто та 3 повіти (один з них є автономним):
| Карта                               | Карта         | Карта             | Карта                 | Карта            |
| ----------------------------------- | ------------- | ----------------- | --------------------- | ---------------- |
| Тунжень Джанца Цзеког Хенань-Монгол |               |                   |                       |                  |
| Статус                              | Назва         | Китайською        | Тибетською            | Населення (2010) |
| Місто                               | Тунжень       | 同仁市            | ཐུང་རིན་གྲོང་ཁྱེར།          | 92 601           |
| Повіт                               | Цзеког        | 泽库县            | རྩེ་ཁོག་རྫོང་།             | 69 416           |
| Повіт                               | Джанца        | 尖扎县            | གཅན་ཚ་རྫོང་།་           | 55 325           |
| Автономний повіт                    | Хенань-Монгол | 河南蒙古族 自治县 | རྨ་ལྷོ་སོག་རིགས་རང་སྐྱོང་རྫོང་། | 39 374           |